# Éva Csernoviczki
Éva Csernoviczki (Tatabánya, Mađarska, 16. listopada 1986.) je mađarska judašica. Ona je već prvog dana natjecanja na OI 2012. u Londonu osvojila broncu u ženskoj kategoriji do 48 kg. Time je postala prva žena u povijesti mađarskog juda koja je osvojila olimpijsku medalju. 
Osim tog uspjeha, Éva je do sada tri puta bila europska doprvakinja (2009., 2010. i 2011.).
Njezin otac Csaba Csernovicki je trener mađarske ženske judo reprezentacije a sama judašica trenira u judo klubu Ippon Judo Tatabánya SE.

## Olimpijske igre

### OI 2012. London
| London 2012.       | London 2012. | London 2012.    | London 2012.    |
| Protivnik          | Zemlja       | Uspjeh          | Natjecanje      |
| ------------------ | ------------ | --------------- | --------------- |
| Birgit Ente        | Nizozemska   | 1:0; pobjeda    | 2. krug         |
| Charline Van Snick | Belgija      | 0:1001; poraz   | četvrtfinale    |
| Wu Shugen          | Kina         | 21:2; pobjeda   | repesaž         |
| Tomoko Fukumi      | Japan        | 1001:1; pobjeda | borba za broncu |